# Деформація кручення

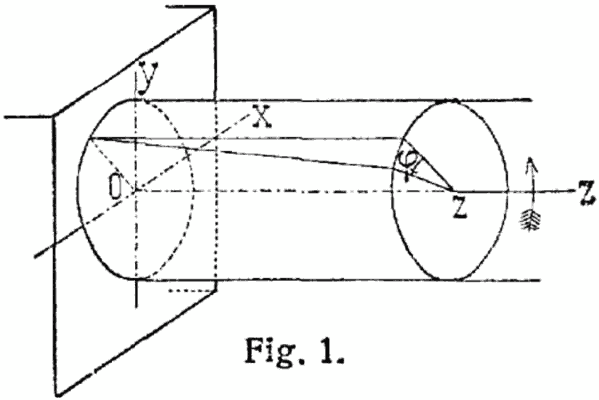
Приклад деформації кручення циліндричного стрижня

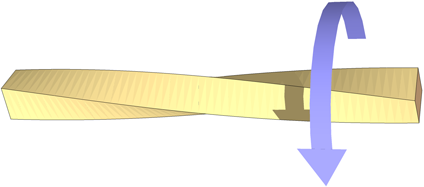
Деформація стрижня прямокутного перерізу при крученні

Деформа́ція кру́чення  — вид деформації у вигляді повороту поперечних перерізів стрижня навколо його осі на деякий кут під дією у цих же перерізах крутного моменту. При цьому вісь стрижня залишається прямолінійною і називається віссю кручення (вісь OZ на рис), а кут φ, на який зміщується переріз на вільному кінці стрижня називається повним кутом закручування.
При деформації кручення зміщення кожної точки тіла перпендикулярне до її віддалі від осі прикладених сил і пропорційне цій віддалі.
Кут закручування циліндричного стержня в межах  пружних деформацій під дією моменту T може визначитись з рівняння закону Гука для випадку кручення
{\displaystyle \varphi _{}={T\ell  \over J_{0}G},}
де:
{\displaystyle J_{0}} — геометричний полярний момент інерції;
{\displaystyle \ell } — довжина стрижня;
G — модуль зсуву.
Відношення кута закручування φ до довжини {\displaystyle \ell } називають відносним кутом закручування
{\displaystyle \theta ={\frac {\varphi }{\ell }}}
Поширений випадок деформації кручення виникає тоді, коли до тіло, наприклад, мотузку, намагаються одночасно прокрутити в різних місцях в протилежних напрямках. Величина зміщення в такому випадку залежить також від віддалі до точок, в яких прикладені крутильні моменти.
Деформація кручення є особливим випадком деформації зсуву.

## Напруження при крученні

Розподіл дотичних напружень в умовах кручення

Обертовий стрижень, що працює на кручення називають валом. Стрижень, що використовується як пружний елемент, який працює на скручення називається торсіоном. Дотичні напруження {\displaystyle \tau _{r}}, що виникають в умовах кручення визначаються за формулою:
{\displaystyle \tau _{r}={Tr \over J_{0}}},
де r — відстань від осі кручення.
Очевидно, що дотичні напруження досягають найбільшого значення на поверхні вала при {\displaystyle r_{max}=R} та при максимальному крутному моменту {\displaystyle T_{max}}, тобто
{\displaystyle \tau _{max}={T_{max}R \over J_{0}}={\frac {T_{max}}{W_{p}}}},
де Wp — полярний момент опору.
Це дає змогу записати умову міцності при крученні в такому вигляді:
{\displaystyle \tau _{max}={\frac {T_{max}}{W_{p}}}\leq [\tau ]}.
Використовуючи цю умову, можна або за відомими силовими факторами, що створюють крутний момент Т, знайти полярний момент опору і далі, залежно від тієї чи іншої форми, розміри перерізу, або навпаки — знаючи розміри перерізу, обчислити найбільшу величину крутного моменту, яку можна допустити в перерізі, що у свою чергу, дозволить знайти допустимі величини зовнішніх навантажень.